# تموکن
تموکن یا تااوکه (در انگلیسی: Tam(uk)ka(n)) از بنادر باستانی هخامنشیان در ۴۵ کیلومتری ساحل خلیج فارس و در پشت لیان قرار داشته است. هم اکنون در ضلع غربی شهر برازجان واقع است.
باستان‌شناس ایرانی، غلامحسین نظامی، جایگاه «تااوکه» را نه در کنار رود سیتاکوس (مند) یا برحاشیه دریا در حوالی گناوه و دیلم بلکه در پیوندگاه دو رود شاپور (گرانیس) و دالکی می‌داند. از دید او شهر تااوکه در زمان سلوکیان و اشکانیان هم به زندگی سیاسی اقتصادی خود ادامه داده و در زمان ساسانیان به پنج یا شش کیلومتر به ناحیه‌ای در شمال شرقی جایگاه هخامنشی خود، خیز برداشته و در حاشیه رود شاپور به عنوان شهر توز جلوه‌گر شده است و در ادامه در دوران اسلامی به توز، توج یا توح تغییر نام داده است. شهری که در سرتاسر امپراتوری ساسانی کتان آن شهرتی تام و تمام یافته بود و نیز در زمان ورود اسلام به ایران بخشی از کتب فتوح را به خود اختصاص داد. به باور وی شهر تموکن هخامنشی نه برازجان و زیرا (توز ساسانی) بوده است بلکه این شهر میان رود شاپور و دالکی در نزدیکی اتصال آنها در محل درودگاه و جتوط قرار داشت و بقایای دو کاخ بردک سیاه (در درودگاه) و سنگ سیاه (در حوالی جتوط) که هر دو مربوط به دورهٔ داریوش اول هخامنشی است بیانگر بخشی از این شهر مهم هخامنشی است.
بگفته عبدالمجید ارفعی، ایلام‌شناس سرشناس؛ ما دو تموکن داریم یکی در چاهک نیریز فارس کنونی و دیگر «تموکن رن میسه» که به باور ایشان دومی مربوط به بوشهر است. که بیشتر الواح مربوط به هخامنشیان که نام تموکن در آنها ذکر شده، منظور تموکن نیریز است نه تموکن استان بوشهر. تموکن رانمسا یا تموکن بوشهر با وجود سه کاخ هخامنشی، نقش داریوش و طلاهای به کار رفته در معماری آن، می‌تواند از تموکن نیریز بسیار با اهمیت‌تر بوده باشد.

## آثار باستانی
در نوشته‌های تخت جمشید شانزده بار از این منطقه نام برده شده است. در این آثار از انتقال آذوقه در این بندر سخن گفته شده است. در گل نوشته‌های تخت جمشید آمده است که بیش از 2000 کارگر و صنعتگر در این منطقه کار می کردند. پیشینه این بندر به دوران کوروش کبیر می رسد.